# Borijeve anorganske spojine
Iskanje borijevih spojin je zaradi kratke razpolovne dobe vseh njegovih izotopov zelo oteženo. Zaznali naj bi borijev trioksiklorid (BhO3Cl), vendar je relevantnost podatkov vprašljiva.